# 레바 (만화가)
레바(본명: 이승권, 1992년 7월 9일 ~ )는 대한민국의 웹툰 작가, 인터넷 방송인이다. 
필명인 레바는 게임 던전앤파이터에서 쓰던 닉네임인 ;레스트바티칸'에서 나왔다.

## 웹툰 작가 활동
순천 태생이며 순천비봉초등학교와 순천이수중학교를 졸업했다.
던전앤파이터 게임 관련 만화를 그렸으며 블로그 등지에서 레바툰을 그리면서 아마추어 웹툰 작가로 활동했다.
2015년, 레진코믹스에 레바툰을 연재하게 되면서 프로 웹툰 작가로 데뷔하였다.
2019년 6월부터 레진코믹스에서 성인개그 장르웹툰인 '던전 속 사정'을 연재하기 시작했다.

## 인터넷 방송인 활동
과거 아프리카TV와 다음팟에서 방송을 진행했으며 트위치에 정착했다.
2023년, 트위치가 대한민국 시장에서 철수를 결정하게 됨에 따라 치지직으로 플랫폼을 옮겼다.

## 작품
- 레바툰
- 던전속사정